# Hugo Kinert
Hugo Kinert (Osijek, 28. siječnja 1894. – Zagreb, 24. rujna 1969.), bio je hrvatski nogometaš i prvi hrvatski nogometni izbornik.

## Igračka karijera

### Građanski Zagreb
Hugo Kinert je bio suutemeljitelj i aktivni igrač zagrebačkog Građanskog. Već 1913. godine, samo dvije godine po utemeljenju Građanskog bio nezamjenjiv na desnom krilu napada popularnog zagrebačkog kluba. 

### Reprezentacija
Dva puta je igrao za reprezentaciju tadašnje Kraljevine SHS, i to 28. listopada 1921. godine u Pragu protiv Čehoslovačke (pobjeda Čehoslovačke 6:1), te 1. listopada 1922. godine u Zagrebu, protiv Poljske (3:1 za Poljsku).

## Trenerska karijera
Nakon što je 27. srpnja 1914. godine odlukom hrvatskog bana ukinuta svaka športska djelatnost tijekom Prvoga svjetskog rata, dopuštenjem Redarstvenog povjerenstva za grad Zagreb, još za trajanja rata, 1. kolovoza 1918. godine Hrvatskom športskom savezu dopušteno je obnavljanje djelovanja. Tako je na obnoviteljskoj skupštini Pododbora HŠS-a, Sekcije za nogomet (preteče današnjeg Hrvatskog nogometnog saveza) što je održana 22. listopada 1918. godine u Zagrebu, održana i konstituirajuća sjednica, na kojoj je izabran njegov upravni odbor, tehnički odbor, utemeljen je i sudački kolegij, te drugi organi nogometne sekcije. Na toj sjednici prvi put se pojavljuje naziv "izbornik", na tu dužnost prvi je izabran Hugo Kinert. Na izvanrednom skupu nogometne sekcije HŠS–a, održanom dva mjeseca kasnije, 10. prosinca Kinert je potvrđen za izbornika.
Za vrijeme svog izborničkog mandata Hugo Kinert nije imao prigodu niti jedan put sastaviti reprezentaciju, jer je samo pola godine nakon njegovog imenovanja, 13. travnja 1919. godine u Zagrebu utemeljen Jugoslavenski nogometni savez (JNS), u koji je uključena i nogometna sekcija HŠS-a, kada je imenovan novi izbornik, Zagrepčanin dr. Veljko Ugrinić.

## Priznanja

### Igračka

#### Klupska
Građanski Zagreb
- Prvenstvo Jugoslavije u nogometu (1): 1923.[2]